# Mesosetum alatum
Mesosetum alatum là một loài thực vật có hoa trong họ Hòa thảo. Loài này được Filg. mô tả khoa học đầu tiên năm 1987.